# 近藤潤子
近藤 潤子（こんどう じゅんこ、1931年7月14日 - ）は、日本の助産師、看護師、保健師、看護学者。学位は看護学修士。天使大学大学院助産研究科特任教授、聖路加国際大学名誉教授、札幌医科大学名誉教授。
聖路加看護大学看護学部教授、札幌医科大学保健医療学部教授、札幌医科大学保健医療学部学部長（初代）。天使女子短期大学衛生看護学科教授、天使女子短期大学学長、天使大学学長（初代）、天使大学大学院助産研究科研究科長（初代）、学校法人天使学園理事長などを歴任した。

## 学歴
北海道虻田郡倶知安町出身。
- 1953年天使厚生短期大学厚生科卒業。
- 1960年ボストン大学看護学部卒業。
- 1962年ボストン大学大学院文理系研究科看護学専門修士課程修了。
- 1973年東京大学大学院医学研究科母子保健学専攻博士課程単位取得満期退学。

## 職歴
- 1972年聖路加看護大学看護学部教授。
- 1993年聖路加看護大学退職。聖路加看護大学名誉教授。札幌医科大学保健医療学部教授。札幌医科大学保健医療学部初代学部長。
- 1997年札幌医科大学停年退官。札幌医科大学名誉教授。天使女子短期大学衛生看護学科教授。
- 1998年天使女子短期大学学長（～2004年）。
- 2000年天使大学初代学長（～2010年）。
- 2004年天使大学助産研究科（専門職大学院）初代研究科長（兼）。
- 2008年学校法人天使学園理事長。
- 2014年聖路加国際大学名誉教授

### 兼職
- 日本看護科学学会理事長（1980年～1992年）
- 日本助産学会理事長（1988年～2001年）
- 日本助産師会会長（2002年～2009年）
- 日本私立看護系大学協会会長（2008年～2015年）
- 国際助産師連盟アジア太平洋地域代表理事（1999年～2008年）

## エピソード
- 看護師、助産師、保健師など多彩な国家資格を持つ。
- エジプトで保健医療向上を目指す日本からのJICAプロジェクトに参加。エジプト看護師育成計画の主軸として参加し、ムバラク大統領から叙勲される。
- 日本看護科学学会や日本助産学会に創設メンバーの1人。

## 受賞歴
- エジプトアラブ共和国勲二等勲章（1983年）
- 国際協力功労賞（1998年）
- 外務大臣表彰（1999年）
- 北海道社会貢献賞（2008年）
- 旭日中綬章（2022年）[2][3]